# Église de Marie-Médiatrice-de-Toutes-les-Grâces
Pour les articles homonymes, voir Marie-Médiatrice.
L’église de Marie-Médiatrice-de-Toutes-les-Grâces, ou église de Marie-Médiatrice ou église Notre-Dame-de-Fatima est une église catholique du 19e arrondissement de Paris. Située au carrefour du boulevard Sérurier et de l'avenue de la Porte-du-Pré-Saint-Gervais, elle a été construite entre 1950 et 1954 par l'architecte Henri Vidal.
Elle est aujourd'hui l’église de la communauté portugaise de Paris.

## Historique
Le cardinal Suhard a voulu cet édifice en action de grâces parce que Paris avait été épargné par la Seconde Guerre mondiale. La première pierre en est posée par Mgr Daniel Pézeril en 1950 et la construction s'achève en 1954. Les plans sont de l'architecte Henri Vidal.
À l'origine, un quartier d'habitation devait être construit autour de l'église, qui ne verra finalement jamais le jour, contribuant à l'isolement géographique du lieu de culte. En conséquence, il ferme entre 1974 et 1988, ne rouvrant qu'à la faveur de l'inauguration de l'hôpital Robert-Debré voisin.
A la suite de l'occupation par la force de l'  église Saint Nicolas du Chardonnet en février 1977 par les catholiques traditionalistes, l'église Sainte-Marie Médiatrice, fermée donc depuis 1974, est proposée aux traditionalistes, mais refusée par eux après une visite de l'Abbé François Ducaud-Bourget.
Alors qu'elle portait à l'origine le nom de Marie-Médiatrice-de-Toutes-les-Grâces, l'église est désormais dédiée à Notre-Dame-de-Fatima-Marie-Médiatrice par le cardinal Lustiger, et fréquentée par la communauté portugaise de la capitale.

## Description

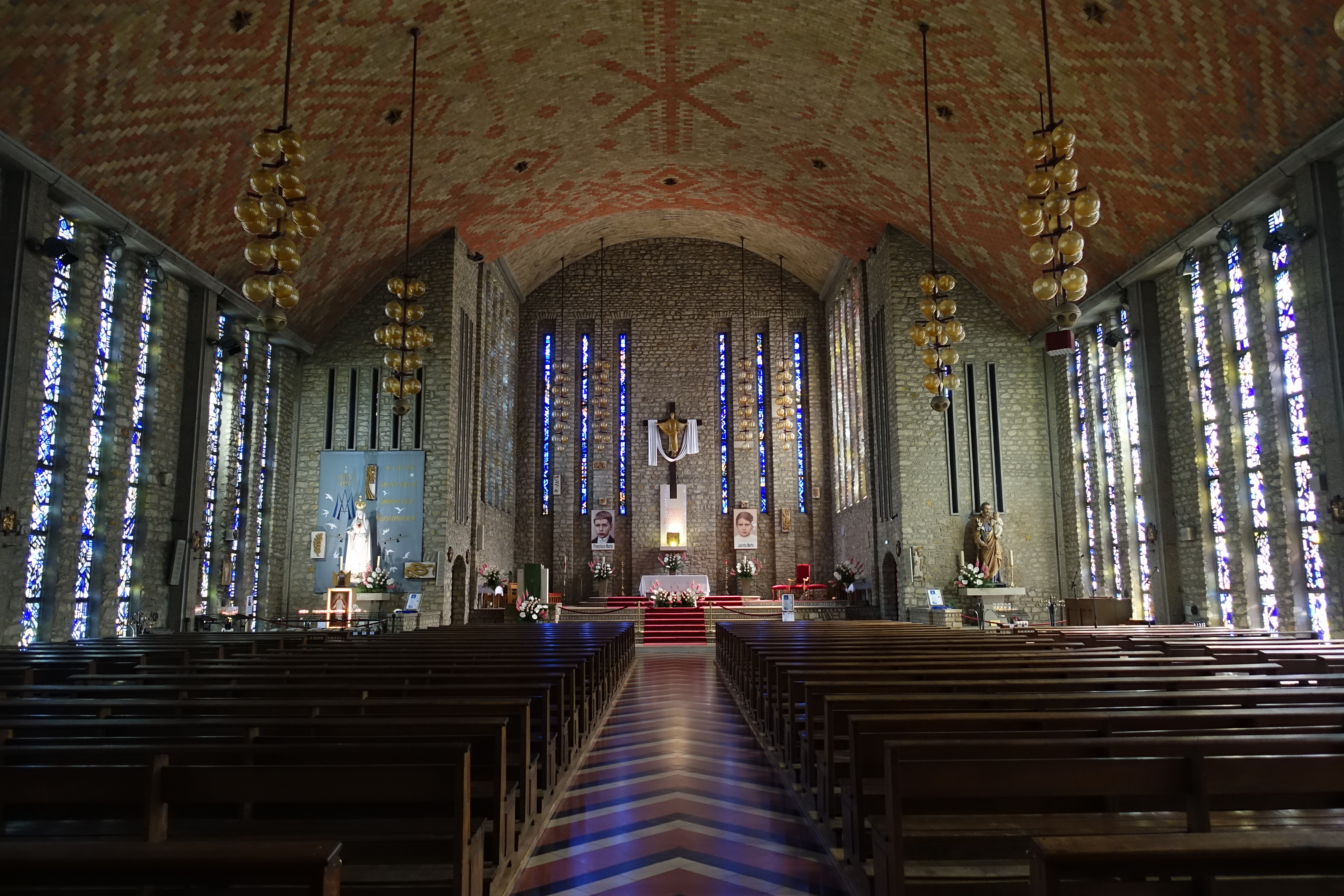
L'intérieur de l'église.

Dotée d'un clocher de 58 mètres de hauteur, l'église compte de l'autre côté de sa façade une petite tour où se trouve le baptistère, qui sert aussi de confessionnal. Elle fait face à un parvis.
À l'intérieur, les murs de béton sont décorés d'une imitation de dallage en pierre. Les vitraux, peu larges mais très longs, sont non figuratifs. Des statues de Notre-Dame de Fátima, Marie-Médiatrice, saint Joseph et saint Antoine sont installées.

## Accès
Ce site fait face à la station hôpital Robert-Debré de la ligne 3b du tramway francilien. Il est également accessible par les stations de métro Télégraphe, Porte des Lilas et Pré-Saint-Gervais.